# Jessica Landström
Jessica Landström (Luleå, 12 dicembre 1984) è un'ex calciatrice svedese, di ruolo attaccante, ritirata nel 2014.
In carriera ha giocato prevalentemente nel campionato svedese, conquistando tre titoli nazionali, tre Coppe di Svezia e due Supercoppe, in quello professionistico statunitense e in quello tedesco, conquistando con il 1. FFC Francoforte una Coppa di Germania.
Ha inoltre indossato la maglia della nazionale svedese dal 2007 al 2012 partecipando a un'olimpiade, a un Europeo e un Mondiale, quello di Germania 2011, dove ha conquistato il terzo posto.

## Carriera

### Club
Jessica Landström inizia a giocare a calcio nella squadra del Lira Luleå BK all'età di 12 anni. Continua la sua carriera nelle giovanili del Vallentuna BK ed in seguito nel Täby FF. Nel 2001 debutta nella massima serie calcistica svedese giocando nella squadra femminile del Djurgårdens IF con la quale vincerà due campionati ed una coppa di Svezia. Nel 2007, dopo un paio di stagioni all'Hammarby, si trasferisce al Linköpings FC, squadra con cui vince un altro campionato ed una supercoppa di Svezia siglando il gol decisivo in finale. Durante le due stagioni con il Linköpings segna ben 20 reti in 33 presenze e grazie al 2º posto conquistato dalla sua squadra nel campionato 2008, la stagione successiva ha l'opportunità di disputare la UEFA Women's Champions League debuttandovi ai sedicesimi di finale dell'edizione 2009-2010 nell'incontro di andata vinto in trasferta sulle svizzere dello Zurigo dove segna anche il gol che al 30' fissa il risultato sul 2-0. Questa esperienza positiva le apre le porte per giocare un anno negli Sky Blue nel campionato professionistico statunitense.
Nel 2010 torna in Europa, questa volta per giocare nella tedesca Frauen-Bundesliga, firmando un contratto biennale con l'1. FFC Francoforte per indossare la maglia del club dalla stagione 2010-2011. Sotto la guida del tecnico Sven Kahlert scende in campo da titolare fin dalla 1ª giornata di campionato, il 15 agosto, nella sconfitta esterna per 4-3 con il Wolfsburg. Durante la prima stagione con il club di Francoforte sul Meno matura 15 presenze siglando 6 reti, alle quali si aggiungono 4 e una rete in Coppa di Germania. Grazie al 2º posto conquistato dalla sua squadra in campionato, la stagione successiva disputa nuovamente la Champions League femminile, contribuendo a conquistare la finale con la rete del 2-0 sull'Arsenal nel ritorno delle semifinali, incontro poi perso per 2-0 con le francesi dell'Olympique Lione. In realtà Landström ai primi di aprile aveva già espresso alla società la volontà di lasciare il club prima della fine della stagione, desiderio di tornare in patria accasandosi al Djurgården/Älvsjö prima dell'inizio del campionato di Damallsvenskan 2012, tuttavia la dirigenza le negò la risoluzione del contratto e per legarsi al club di Stoccolma deve attendere l'estate.
Dopo sola mezza stagione nel 2013 decide di trasferirsi al Kopparbergs/Göteborg per quella che sarà la sua ultima stagione in carriera.

### Nazionale
L'8 novembre 2007, nel derby scandinavo contro la Danimarca, debutta con la nazionale svedese e sigla la sua prima marcatura internazionale.
Nel 2008 è stata convocata nella selezione svedese che ha partecipato ai Giochi Olimpici di Pechino.

## Statistiche
Damallsvenskan: 100 Presenze, 28 Reti
- Stagione 2007, Hammarby

(?) Presenze, 7 Reti
- Stagione 2008, Linköping

17 Presenze, 11 Reti
- Stagione 2009, Linköping

22 Presenze, 12 Reti
WPS: 9 Presenze
- Stagione 2010, FC Sky Blue

9 Presenze
1. Bundesliga: 29 Presenze, 9 Reti
- Stagione 2010/2011, 1. FFC Frankfurt

15 Presenze, 6 Reti
- Stagione 2011/2012, 1. FFC Frankfurt

14 Presenze, 3 Reti
Damallsvenskan: 4 Presenze, 1 Rete
- Stagione 2012, Djurgårdens IF Dam

4 Presenze, 1 Rete

## Palmarès

### Club
- Campionato svedese: 2

Djurgården: 2003, 2004
- Coppa di Svezia: 2

Djurgården: 2004
Linköping: 2008
- Supercoppa svedese: 1

Linköping: 2009
- Coppa di Germania: 1

1. FFC Francoforte: 2010-2011

## Individuale
- Miglior calciatrice emergente svedese dell'anno 2008